# Фуенлабрада (футбольний клуб)
ФК «Фуенлабрада» (ісп. CF Fuenlabrada) — іспанський футбольний клуб з однойменного міста, заснований 1975 року. З 2022 року виступає у Групі А Прімери Федерасьйон. Домашні матчі приймає на стадіоні «Фернандо Торрес», місткістю 7 500 глядачів.

## Історія
Клуб заснований у 1975 році внаслідок злиття команд «Сан-Естебан» та «АД Фуенлабрада».
У 1986 році дебютував в Терсері.
У 1994 році вийшлов до Сегунди Б.
У 2017—2018 роках команда досягла 1/32 фіналу Кубка Іспанії. У протистоянні проти мадридського «Реала» команда програла за сумою двох матчів, поступившись вдома з рахунком 4:2, а в гостях зігравши внічию з рахунком 2:2.
З 2011 року команда приймає домашні матчі на «Естадіо Фернандо Торрес», названого на честь уродженця міста Фернандо Торреса.
У сезоні 2016—17 клуб фінішував на 3-му місці в Сегунді Б, але програв обидва матчі плей-офф.
2 червня 2019 року «Фуенлабрада» вперше в історії вийшов до Сегунди.